# 구쓰키 다네하루
쿠츠키 타네하루(일본어: 朽木 稙治 くつき たねはる[*])는 탄바국 후쿠치야마번 4대 번주이자, 후쿠치야마 쿠츠키씨 5대 당주이다.

## 생애
간분 5년 (1665년) 11월 7일, 초대 번주 (당시에는 히타치국 츠치우라번주) 쿠츠키 타네마사의 차남으로 태어났다. 엔호 7년 (1679년) 3월 13일, 쇼군 도쿠가와 이에츠나를 배알한다. 겐로쿠 7년 (1694년) 3월 9일, 쇼군 도쿠가와 츠나요시의 나카오쿠 코쇼에 임명된다. 겐로쿠 9년 12월 22일, 종5위하 토사노카미에 서임된다. 호에이 5년 (1708년) 6월 25일, 타네마사의 은거로 가독을 이은 형 타네모토로부터 3천석을 하사받아 정식으로 분가하여 하타모토가 된다. 호에이 7년 코쇼구미반토에 취임한다. 교호 2년 (1717년) 12월 9일, 병때문에 코쇼구미반토를 사임한다.
교호 11년 (1726년) 5월 11일, 타네모토의 아들이자 3대 번주인 타네츠나가 요절했기 때문에, 본가의 가독을 이었다. 3천석은 막부령이 되었다. 오규 소라이와 친했기 때문에 번정에서 문치 발전에 진력하였다.
타네하루는 자식을 얻지 못하고, 하타모토로 있었을 시절에 동생 마사미츠(昌充)나 미치츠나(迪綱)를 양자로 맞이했다. 하지만, 연이어 사망하자, 미치츠나의 아들 츠나사다 (綱貞)를 후계자로 삼았다. 다이묘가 되었을 무렵, 츠나사다가 병약한데다가 불화가 있었기 때문에, 적자 자리에서 폐출되고, 미노국 이와무라번 (오규 마츠다이라가)에서, 조카뻘인 토우츠나를 양자로 맞이해 교호 13년 (1728년) 11월 23일에 가독을 물려주고 은거했다.
그 후, 오오쿠보 시모야시키에서 살며, 출가해 에이잔(英山)이라는 법명을 받았다. 간포 원년 (1741년) 7월 28일에 77세의 나이로 사망했다.

## 가족 관계
- 아버지 : 쿠츠키 타네마사 (1643년 ~ 1714년)
- 어머니 : 사쿠히메 (作姫) - 다이레이인(台嶺院), 오카베 노부카츠의 딸
- 정실 : 없음
- 측실 : 쇼교인 (正行院)
- 양자
  - 아들 : 쿠츠키 마사미츠 (朽木昌充)
  - 아들 : 쿠츠키 미치츠나 (朽木迪綱)
  - 아들 : 쿠츠키 츠나사다 (1713년 ~ 1788년) - 쿠츠키 미치츠나(朽木迪綱, 쿠츠키 타네마사의 6남)의 장남
  - 아들 : 쿠츠키 토우츠나 (1709년 ~ 1770년) - 마츠다이라 노리타다의 5남

| 전임 쿠츠키 타네츠나 | 제4대 후쿠치야마번 번주 1726년 - 1728년 | 후임 쿠츠키 토우츠나 |